# Fernán Caballero

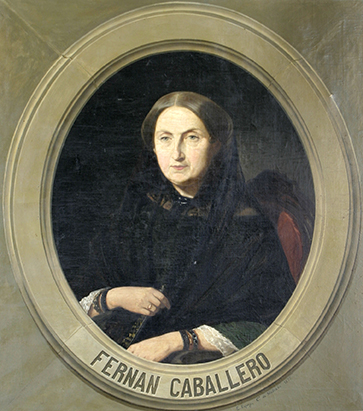
Fernán Caballero

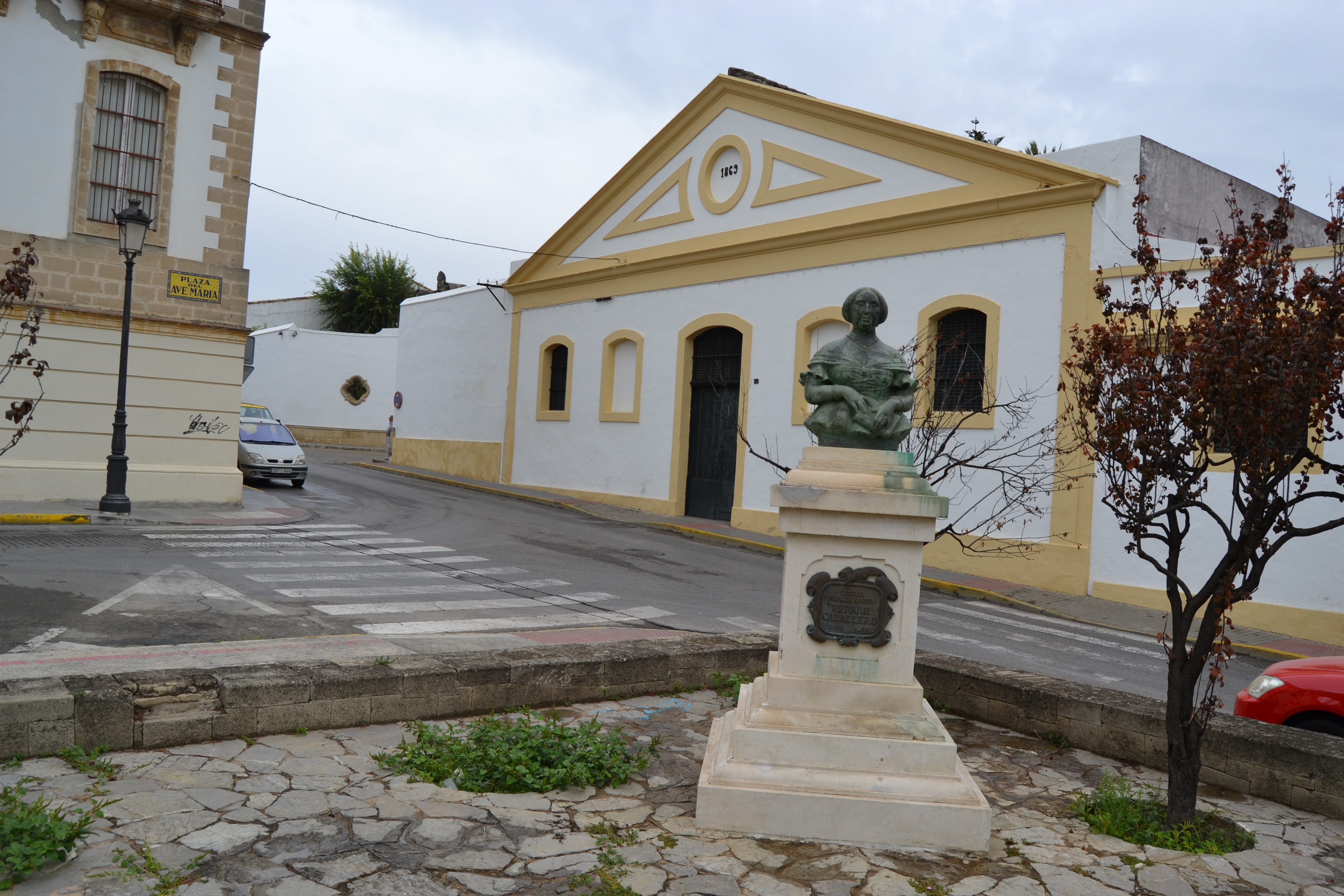
Fernán Caballeros staty i El Puerto de Santa María

Fernán Caballero [kavaljérå], pseudonym för den spanska romanförfattarinnan Cecilia Böhl von Faber, född 1796 i Morgues (Schweiz), död 1877 i Sevilla, gift först med infanterikaptenen Antonio Planeils y Bardaji, sedan med markisen av Arco Hermoso och slutligen med generalkonsuln Arron de Ayala. Under alla sina äktenskap begagnade hon städse pseudonymen Fernan Caballero och publicerade aldrig något under sitt verkliga namn.
Hennes far, som var tysk konsul i Cadiz, hade ett levande intresse för gammal spansk litteratur och gav sin dotter en synnerligen vårdad uppfostran, som för spanska förhållanden på den tiden kan kallas lysande. Den sköna Cecilias hem i Sevilla var under hennes andra äktenskap samlingsplatsen för den förnäma och intelligenta sevillanska societeten samt för framstående utlänningar, såsom baron Taylor, William Stirling, Washington Irving med flera. Fernán Caballero blev andra gången änka 1835, efter ett lyckligt äktenskap, och levde i sträng tillbakadragenhet, tills hon ingick sitt tredje gifte, mer av medkänsla för lidandet än av kärlek. Hon stod i nära förhållande till hertiginnan av Montpensier, som genom henne utövade en storartad välgörenhet, såväl som till spanska kungahuset, varigenom hon i Sevillas Alcazar erhöll fri bostad för sina återstående dagar. Denna bostad innehade hon dock endast i tolv år, tills revolutionen 1868 fördrev henne därifrån.
Hon framlevde ännu därefter nio år, innan hon slöt ett liv, som fyllts av religiös entusiasm, brinnande tro och trösterik levnadsvishet, egenskaper, som genomsyrar alla hennes skrifter. - Av de två riktningar, som märks i den spanska sederomanen på 1800-talet, gick C. i spetsen för den ena, en ljus realism med romantisk färgläggning. Hennes första litterära produkt skrevs på tyska för en litterär tidskrift i Hamburg 1831 och översattes av författarinnan för "Semanario pintoresco espanol" arton år därefter under titel: Sola, cuadro de costumbres sevillanas, skildrande en händelse, som då väckt mycket uppseende i Sevilla. Denna novell finns ej införd i hennes samlade arbeten. Samtidigt härmed syntes 1849 i "El heraldo de Madrid" de första kapitlen av La Gaviota (Fiskmåsen), där sydspanska förhållanden träder levande fram i ypperlig lokalfärg. Romanen, som snart utkom i bokform, gjorde mycken lycka in- och utomlands, i synnerhet som skildringen av själva folkets liv var något nytt.
Till hennes större romaner räknas ytterligare Clemencia (1852), ett stycke av hennes eget liv, Elia o la Espana treinta anos ha och Lagrimas, där hennes intransigenta katolicism skarpt framträder, samt La familia de Alvareda, en folklivsbild full av behag och gripande tragik, med mästerligt tecknade figurer. Ett mindre omfång äger sju berättelser från tiden 1852-61: Cosa cumplida...solo en la vida, Un servilon y un liberalito, teckningar från de politiska striderna under Ferdinand VII, Un verano en Bornos, full av gott lynne och fina karaktärsteckningar, Lady Virginia, en kärlekshistoria med skarp antiprotestantisk tendens, Una en otra, medelklassliv i en landsortsstad (i brevform), Con mal y con bien a los tuyos te ten, historien om en tjurfäktares dotters sorgliga öde, och Pobre Dolores!, interiör från fiskarlivet. Alla dessa benämns av författarinnan "novelas de costumbres". En annan klass av sina publikationer kallar hon "Relaciones" och "Cuadros de costumbres" (bilder ur vardagslivet). Deras antal är stort: Las dos Gradas, Vulgaridad y nobleza, La jarisea, La noche de Navidad, Paz y luz, Callar en vida y perdonar en muerte, Simon Verde, El ultimo consuelo, Obrar bien . . . que Dios es Dios, Mas honor que honor es med flera.
Hennes skrifter är övervägande tendensskrifter, krig på liv och död mot alla revolutionära idéer, mot all frihet, som ej kan rymmas inom den katolska kyrkans sfär, men på samma gång ger de ett mäktigt intryck av den skönhet och poesi, som genomgår det spanska folkets samliv och sedvanor och särskilt Sydspaniens folkliv, som före henne varit en okänd värld. Av C. finns något översatt i samlingen "Spanska berättelser" (1876).